# Nobujuki Hijama
Nobujuki Hijama (檜山 修之, Hijama Nobujuki, Hiyama Nobuyuki) se narodil 25. srpna, 1967. Nobujuki je populární japonský seijú, který se narodil v Hirošimě. V současnosti je člen Arts Vision.

## Vybrané role

### Anime
- RockMan.EXE (Rei Saiko) (西古 レイ)
- Bleach (Ikkaku Madarame)
- Kapitán Cubasa J (Kodžiró Hjúga) (日向 小次郎)
- Kovboj Bebop (Šin)
- Fušigi Júgi (Hikicu)
- Initial D (Takeši Nakazato)
- Velká zkouška (Hiei)

### Dabing
- Zjizvená tvář (Chi-Chi, Angel Salazar)